# Bitwa pod Maiwandem
Bitwa pod Maiwandem – starcie zbrojne, które miało miejsce 27 lipca 1880 w trakcie II wojny brytyjsko-afgańskiej i było największym zwycięstwem Afgańczyków w tej wojnie.

## Armia Bombaju
W marcu 1880 r. z Kandaharu, który Brytyjczycy zamierzali uczynić stolicą nowego państwa, wymaszerowały oddziały Armii Bengalu generała-porucznika Stewarta. Ich miejsce zajęły oddziały Armii Bombaju generała George'a Primrose'a. Latem 1880 r. do Kandaharu dotarły wieści, że syn poprzedniego emira, Ajub Chan, maszeruje ze swoją armią z Heratu do Ghazni, przechodząc na północ od Kandaharu.
Afgański władca miasta, Wali, domagał się podjęcia przez Brytyjczyków działań zbrojnych przeciwko Ajubowi, zanim ten podburzy całą prowincję. Władze kolonii upoważniły Primrose'a do wysłania jednej brygady do Girishku. Komendę nad tą brygadą otrzymali generałowie George Burrows (piechota) i Thomas Nuttall (kawaleria). W skład ich armii wchodziły 3 pułk bombajskiej kawalerii Queen's Own, 3 pułk konny, 66 pułk piechoty, 1 pułk bombajskich grenadierów, 30 pułk bombajskiej piechoty, 2 kompania bombajskich saperów oraz bateria E z Brygady B Królewskiej Artylerii Konnej.

## Marsz Burrowsa
Pułki kawalerii wyszły z Kandaharu 4 lipca. Następnego dnia wymaszerowały piechota i artyleria. W Girishku połączyły się z afgańskimi wojskami Walego, które jednak rychło zbuntowały się i przeszły do armii Ajuba Chana. Brytyjczycy przechwycili jednak ich działa.
26 lipca Burrows otrzymał wiadomości o marszu Afgańczyków przez przejście Malmund. Nazajutrz przeciwnik miał dotrzeć do wioski Maiwand i stamtąd ruszyć do Ghazni. Burrows postanowił zająć Maiwand przed Ajubem. Armia wymaszerowała z samego rana. Kiedy zbliżyła się do celu, zauważono armię Ajuba. Burrows przyspieszył marsz i zajął wioskę. Zamiast pozostać jednak w Maiwandzie i przyjąć pozycję defensywną, wyprowadził swoją brygadę na otwarte pole.

## Klęska
Brytyjska artyleria przekroczyła pobliski wąwóz i zajęła stanowiska z których możliwe stało się ostrzeliwanie armii afgańskiej. Artylerzyści umieścili jednak swoje działa dalej niż było to planowane i piechota (66 pułk na prawym skrzydle, 30 pułk bombajski w centrum i 1 pułk grenadierów na lewym skrzydle) musiała przyspieszyć marsz, aby osłonić artylerię.
Pierwsza faza bitwy to pojedynek artyleryjski. Górę w nim wzięli Afgańczycy, którzy mieli więcej nowoczesnych dział niż Brytyjczycy. Kawaleria oraz 1 pułk grenadierów poniósł od ognia artylerii spore straty. Dwa pozostałe pułki piechoty znalazły osłonę przed ostrzałem. W trakcie tego pojedynku afgańska piechota przygotowywała się do uderzenia. Burrows nakazał uderzyć wyprzedzająco 1 pułkowi grenadierów. Mimo iż natarcie to uzyskało pewne sukcesy, Burrows nakazał grenadierom powrót na dotychczasowe pozycje, obawiając się strat od ognia Afgańczyków. Atak grenadierów odsłonił brytyjskie lewe skrzydło na atak afgańskiej kawalerii i Burrows musiał wesprzeć je dwiema kompaniami 30 pułku bombajskiego.
Burrows nie zdawał sobie sprawy, że w pobliżu jest jeszcze jeden wąwóz, ukryty niedaleko brytyjskiej prawej flanki. Wkrótce siłom brytyjskim zagroziło okrążenie. Wczesnym popołudniem uciekła artyleria lewego skrzydła, której skończyła się amunicja. Umożliwiło to afgańskiej kawalerii atak bezpośrednio na brytyjskie linie. Tymczasem Ajub przerzucił wąwozem dwa działa, które ostrzelały grenadierów. Burrows chciał wyprzeć Afgańczyków szarżą kawalerii, ale ostatecznie odwołał rozkazy do ataku.
Po południu afgańskie działa zamilkły i do ataku ruszyła piechota. Dwie kompanie 30 pułku bengalskiego na lewym skrzydle uciekły z pola bitwy, odsłaniając flankę pułku grenadierów. Zmęczeni grenadierzy nie stawiali silnego oporu i zostali zmasakrowani. Stojące w centrum baterie Królewskiej Artylerii Konnej oddały ostatnią salwę, po czym opuściły pole bitwy. Burrows rozkazał Nuttallowi rzucić do szarży kawalerię, ale ta wycofała się po pierwszym kontakcie z przeciwnikiem. Burrows udał się wówczas osobiście na pole bitwy próbując zorganizować kolejną szarżę, ale bez powodzenia.
Ostatecznie na polu bitwy pozostała tylko piechota, która pod naporem Afgańczyków wycofała się przez wąwóz do wioski Kheg. W tamtejszych ogrodach opór stawiło jeszcze 100 żołnierzy, którzy zostali jednak wyparci z wioski. Na otwartej przestrzeni swoją ostatnią bitwę stoczyło 2 oficerów i 9 żołnierzy 66 pułku. Towarzyszył im pies Bobbie należący do sierżanta Kelly'ego. Przeżył on bitwę i po wojnie otrzymał medal z rąk królowej Wiktorii.

## Po bitwie
Zdezorganizowane resztki brygady Burrowsa cofały się pod naporem afgańskiej kawalerii w stronę Kandaharu. Odwrót osłaniały resztki kawalerii, baterie artylerii konnej i piechota, zostawiona wcześniej w osłonie taborów. Piechota afgańska pozostała na polu bitwy, zajęta plądrowaniem taborów. Kawaleria ścigała Brytyjczyków aż do Kandaharu, a następnie wycofała się.
Po Maiwandem brygada Burrowsa straciła łącznie 969 zabitych (21 oficerów i 948 żołnierzy). Rannych było 8 oficerów i 169 żołnierzy. Grenadierzy stracili 64% stanu osobowego, 66 pułk piechoty 62%, w tym 12 oficerów. Straty kawalerii były mniejsze. Afgańczycy stracili ok. 3000 ludzi.
Straty brytyjskie w poszczególnych jednostkach wyglądały następująco:
- bateria E z Brygady B Królewskiej Artylerii Konnej – 14 zabitych, 13 rannych
- 3 pułk bombajskiej kawalerii Queen's Own – 27 zabitych, 18 rannych
- 3 pułk konny Armii Bombaju – 15 zabitych, 1 ranny
- 66 pułk piechoty – 286 zabitych, 32 rannych
- 1 pułk grenadierów – 366 zabitych, 61 rannych
- 30 pułk bombajskiej piechoty – 241 zabitych, 32 rannych
- 2 kompania bombajskich saperów – 16 zabitych, 6 rannych

Bitwa została przez stronę brytyjską źle rozegrana. Armia walczyła przeciwko przeważającym siłom wroga na otwartym terenie, nie rozpoznawszy wcześniej pola bitwy. Było gorąco i sucho. Wielu żołnierzy nic nie jadło przez cały dzień, a zapasy wody wyczerpały się już na początku bitwy. Działania afgańskiej kawalerii uniemożliwiły dowóz zaopatrzenia z taboru. Do wielu dział szybko skończyła się amunicja, co zakończyło się ich odwrotem, podłamując morale jednostek indyjskich.
Dwóch oficerów brygady Burrowsa postawiono po bitwie przez sąd polowy, ale obaj zostali uniewinnieni. Równocześnie za postawę na polu bitwy i podczas odwrotu przyznano wiele odznaczeń. Kapitan John R. Slade z Królewskiej Artylerii Konnej otrzymał za postawę w bitwie Order Łaźni. Inni żołnierze RHA, kanonier James Collis oraz sierżant Patrick Mullane, otrzymali Krzyże Wiktorii. Przyznano również 8 Distinguished Conduct Medal. Bateria otrzymała specjalne podziękowanie od wicekróla Indii:

Wy oficerowie i żołnierze możecie być dumni, wspominając w przyszłości, że wielu ocalonych 27 lipca zawdzięcza swoje życie Waszej postawie okazanej tego dnia

Po bitwie Ajub Chan zrezygnował z marszu na Ghazni i obległ Kandahar. Armia Bengalu, która dotarła już do Kabulu i połączyła się oddziałami Robertsa, zamiast zgodnie z planem wycofać się do Indii, została zmuszona do marszu na odsiecz oblężonej Armii Bombaju.

## Bitwa w kulturze
- Rudyard Kipling napisał wiersz That Day, upamiętniający postawę 66 pułku pod Maiwandem.
- Doktor John Watson, jeden z bohaterów powieści o Sherlocku Holmesie, był weteranem II wojny brytyjsko-afgańskiej i został ranny pod Maiwandem, gdzie służył jako chirurg 66 pułku.
- Literacki opis bitwy pojawia się także w powieści Żmija Andrzeja Sapkowskiego.